# Mentha × piperita
La menta piperita (Mentha × piperita L.) è una pianta erbacea perenne, stolonifera, fortemente aromatica, che appartiene alla famiglia delle Labiate (Lamiaceae), e al genere Mentha. È ibrida tra la Mentha aquatica e la Mentha spicata (chiamata anche Mentha viridis).
La pianta è originaria dell'Europa e la coltivazione è diffusa in tutto il mondo.
La zona di Mitcham (Inghilterra), intorno alla metà del XVIII secolo, fu interessata dalla prima coltivazione su vasta scala della menta.

## Descrizione

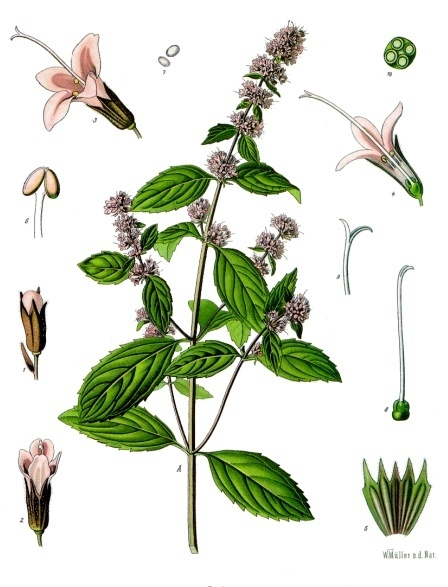
Un'illustrazione del 1887 di Köhlers; Piante medicinali

La menta piperita è un'erba alta da qualche cm a circa 70 cm, con steli eretti e radici rizomatose che si espandono notevolmente nel suolo.
Le foglie sono opposte, semplici, lanceolate e ricoperte di una leggera peluria di colore verde brillante.
I fiori sono raccolti in cime terminali, coniche, che fioriscono a partire dal basso verso l'alto. I singoli fiori, simpetali e irregolari, sono piccoli, di colore bianco, rosa o viola; la corolla, parzialmente fusa in un tubo, si apre in due labbra, la superiore con un solo lobo, l'inferiore con 3 lobi disuguali. La fioritura avviene in piena estate e prosegue fino all'autunno.
Il frutto è una capsula che contiene da 1 a 4 semi. È piccolo, ovale e di colore bruno.

## Coltivazione
Di facile coltivazione, predilige una zona poco ombrosa e umida.
La moltiplicazione avviene per talea, oppure per divisione dei cespi, a fine settembre. Alla base della pianta si formano degli "stoloni" da cui hanno origine nuovi germogli che verranno usati per rinnovare le colture. Se coltivata in zone di scarsa umidità, la pianta guadagnerà in ricchezza di essenza ma perderà in sviluppo.
La pianta della menta è facilmente attaccata da funghi parassiti (Puccinia menthae); i suoi steli e le foglie si riempiono di rigonfiamenti e puntini rossastri che poi si evolvono in macchioline nerastre, le piante infette vanno eliminate e bruciate. Viene, inoltre, attaccata dalle lumache che ne sono ghiotte.
La raccolta della menta viene fatta quando la pianta è completamente fiorita e portata nelle apposite distillerie, mentre per uso domestico viene essiccata in luogo fresco e arieggiato.

## Utilizzo
Di sapore intenso, viene raramente utilizzata in cucina dove si preferiscono altre specie di menta; della menta piperita viene perlopiù utilizzata l'essenza nella preparazione di bevande e prodotti dolciari.
Viene utilizzata anche in industria farmaceutica come aromatizzante (collutori, dentifrici, tisane), è antinevralgico e decongestionante delle prime vie aeree.

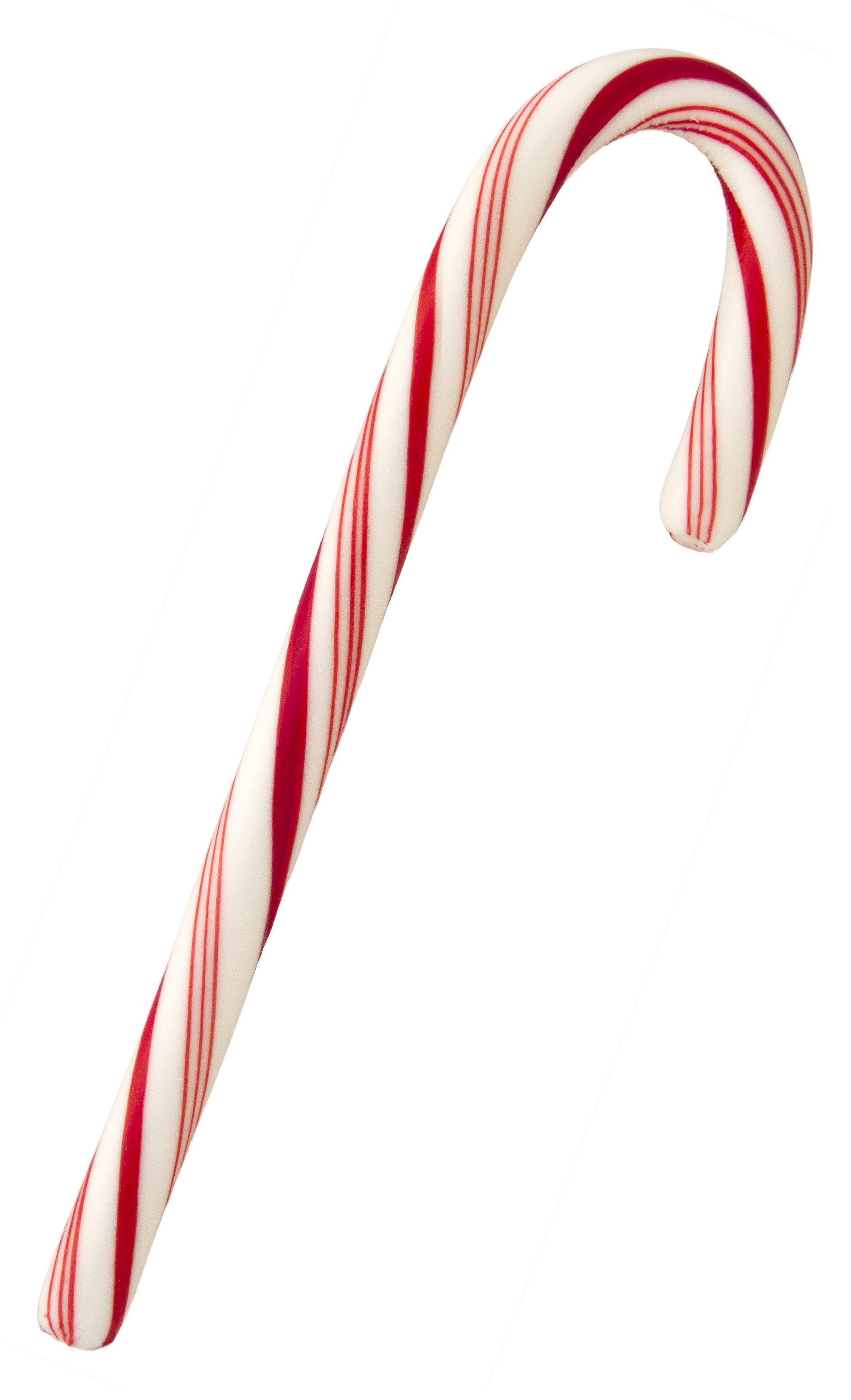
Bastoncini di zucchero sono una delle caramelle al gusto di menta piperita più comuni
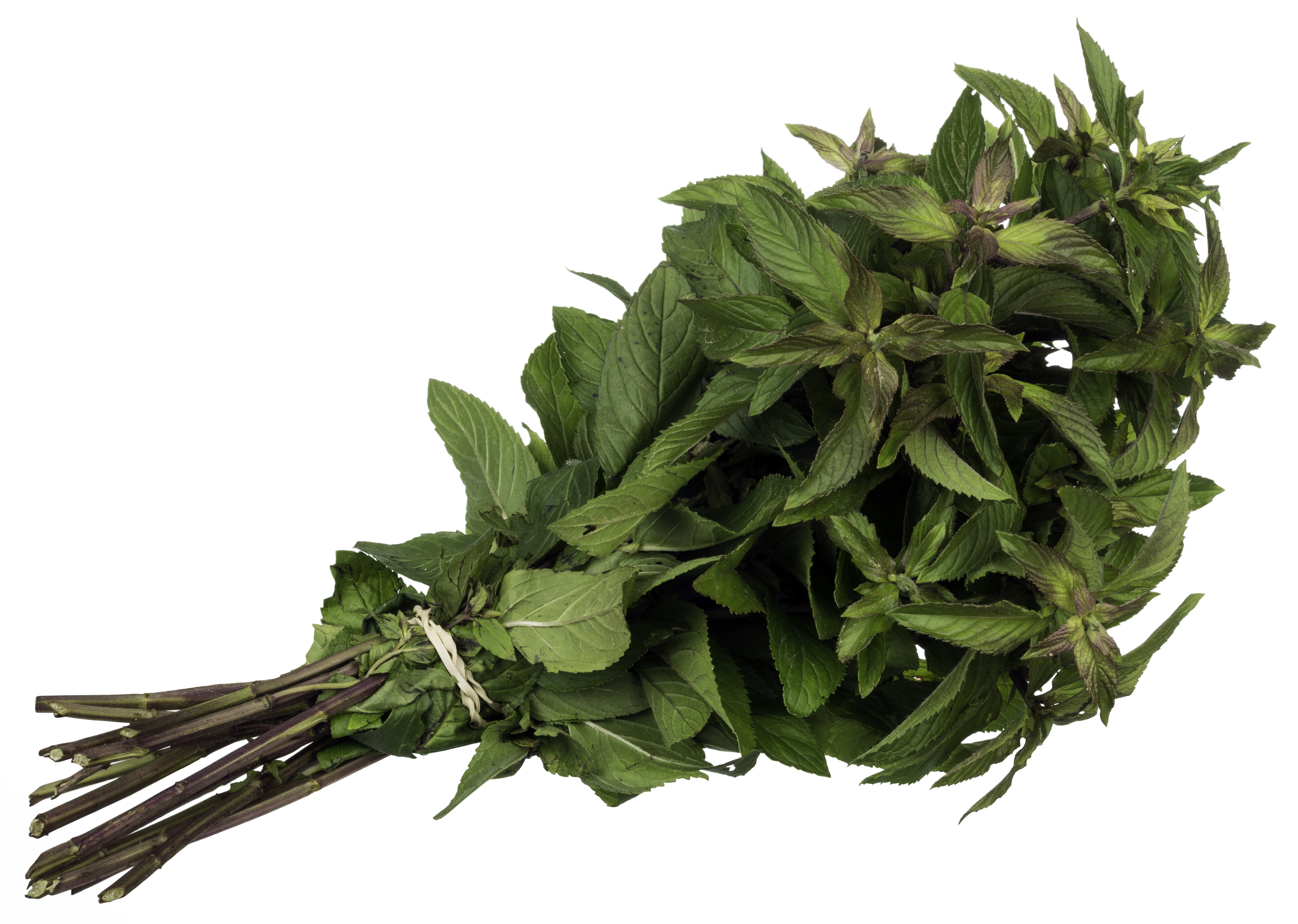
Mentha × piperita ibrida nota come 'Chocolate Mint'
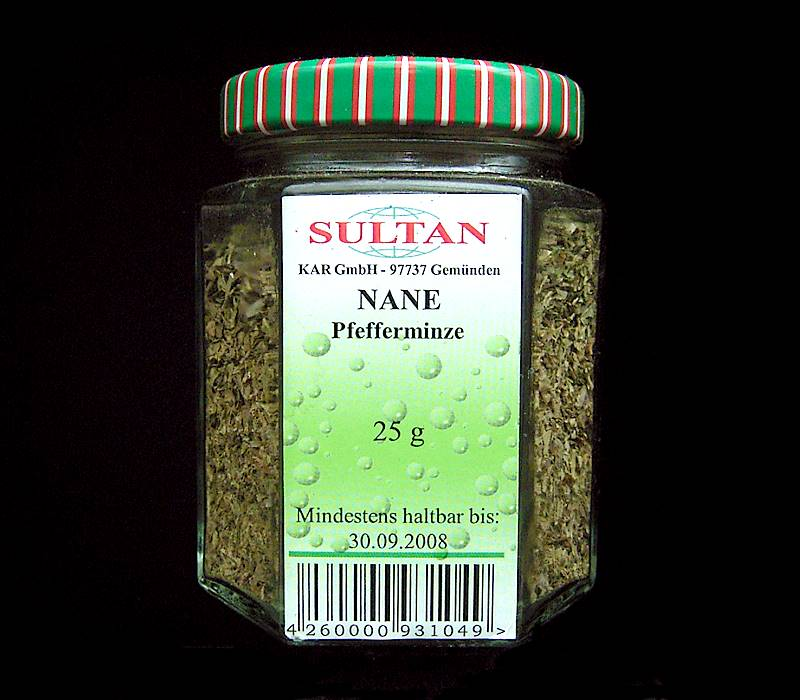
Foglie liofilizzate